# Tom Clancy's Ghost Recon 2: Summit Strike
Tom Clancy's Ghost Recon 2: Summit Strike är ett fristående expansionspaket till Ghost Recon 2, exklusivt till Xbox. Summit Strike innehåller 11 nya banor för den enskilde spelaren, nya vapen och ett utökat flerspelarläge.
Expansionspaketet släpptes år 2005.